# Ciclinos
Em Química Orgânica, Ciclinos (ou Cicloalcinos) são hidrocarbonetos de cadeia cíclica, que consistem em anel não aromático ( alifática )  fechado de átomos de carbono contendo uma tripla ligação ou mais, possuindo assim uma ligação sigma e duas ligações π. Têm fórmula geral CnH2n-4, onde n é o número de carbonos. Suas ligações π são instáveis, uma ligação pi é mais fácil de ser rompida devido à aproximação lateral nos orbitais P.
1 Ligação tripla + 5 carbonos =
Ciclopentino

Referência:
<http://br.geocities.com/chemicalnet/organica/ciclos.htm> acessado em 25 de março de 2008